# Judo en Algérie
 (février 2017).

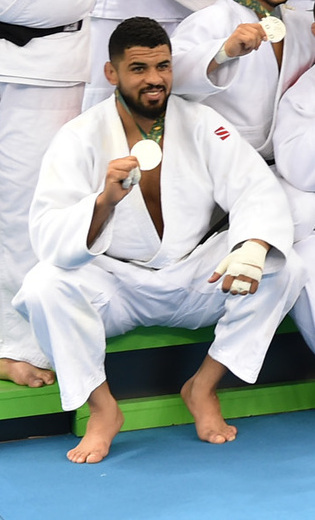
Abderrahmane Benamadi pratiquant algérien de judo

Cet article traite du judo en Algérie.

## Histoire
Ahmed Hifri, 8ème Dan (Hachidan en japonais), est fondateur de la première équipe nationale algérienne dont il a été l’entraîneur national de 1971 à 1975

## Organisation
La Fédération algérienne de judo est créée en 1964 et gère le judo en Algérie. Elle organise le Championnat d'Algérie open et la Coupe d'Algérie.